# Ashanti Gold SC
Ashanti Gold Sporting Club (w skrócie Ashanti Gold SC) – ghański klub piłkarski, mający siedzibę w Obuasi. Powstał w latach 1978 i występuje w Ghana Telecom Premier League.

## Historia
Ashanti Gold powstało w 1978. Nosiło wtedy nazwę Ashanti Goldfields z powodu, że zostało zapoczątkowane w rejonach kopalnianych. Zespół już na początku istnienia miał sponsora AGC, która w roku 1993 zerwała patronactwo. Odwiecznymi rywalami drużyny są czołowe zespoły: Asante Kotoko oraz Accra Hearts of Oak SC.

## Osiągnięcia
- Ghana Telecom Premier League

Mistrzostwo – 1993/94, 1994/95, 1995/96
- Puchar Ghany

Zwycięstwo – 1992/93
- Afrykańska Liga Mistrzów

Udział: 1997/98